# Biscoito (geologia)
Biscoito é a designação dada nos Açores aos terrenos de brecha vulcânica e aos campos de lava recente, dando nome à freguesia dos Biscoitos, na ilha Terceira, e a numerosos topónimos em quase todas as ilhas daquele arquipélago.